# Ante Fjamengo
Ante Fjamengo (hrv. Ante Fiamengo; Komiža, 29. april 1912 — Zagreb, 3. decembar 1979) bio je hrvatski i jugoslovenski sociolog.

## Biografija
Rođen je u Komiži, na ostvu Visu. Godine 1935. završio je učiteljsku školu u Jagodini i nakon kraćeg službovanja kao učitelj, upisao je studije filozofije i pedagogije na Filozofskom fakultetu u Beogradu, koje je završio pred početak Drugog svetskog rata. Nadahnut levim idejama, priključio se radničkom pokretu, a 1940. pristupio je Komunističkoj partiji Jugoslavije. Nakon izbijanja rata biva uhapšen i interniran u ustaške logore, te nemački logor u Gracu, odakle je pobegao pri kraju rata i priključio se slovenačkim partizanima.
Nakon rata Fjamengo se posvetio naučnom i pedagoškom radu, najpre u Sarajevu, zatim u Zagrebu. Doktorsku disertaciju pod nazivom: „Kozmopolitizam i proleterski internacionalizam” odbranio je 1955. na Filozofskom fakultetu u Zagrebu. Od 1951. među prvima predavao je na odseku za filozofiju Filozofskog fakulteta u Sarajevu, 1956. je izabran za asistenta, a 1961. za vanrednog profesora na predmetu opšta sociologija. Bio je na specijalizaciji u Centre d’etudes sociologiqes u Parizu 1955—1956. Godine 1963. preselio se iz Sarajeva u Zagreb.
Jedan je od osnivača Fakulteta političkih nauka u Zagrebu, na kom je izabran za redovnog profesora sociologije 1964. i na kojem je radio sve do bolesti.

### Naučni rad
Bio je jedan od pionira i osnivača sociologije u novoj Jugoslaviji pedesetih godina. Glavne oblasti njegovog naučnog rada su bile opšta teorija i istorija sociološke misli, sociologija religije i politička sociologija. Autor je udžbenika marksističke sociologije — „Osnovi opće sociologije”. Osim izučavanja sociologije unutar marksističke teorije, bavio se i teorijskim nasleđem osnivača moderne sociologije, Sen Simona i Ogista Konta. Objavio je veći broj radova u mnogim naučnim časopisima (Sarajevo, Beograd, Zagreb, Ljubljana).

## Izabrana biobliografija
- Osnovi opće sociologije, Zagreb, 1968;  153768455
- Saint-Simon i Auguste Comte, Zagreb, 1966;  96887047
- Kosmopolitizam i proleterski internacionalizam, Sarajevo, 1959;  84385031
- Kako je postala religija, Sarajevo, 1957;  42843655
- Porijeklo i društvena uloga religije, Zagreb, 1950;  13725959
- Osnovi marksističke sociologije, Beograd, 1968;  161706503

## Literatura
- „IN MEMORIAM: Prof. dr. Ante Fiamengo”. Politička misao : časopis za politologiju. Zagreb: Fakultet političkih znanosti Sveučilišta u Zagrebu. 17 (1—2): 200—201. 1980.
- Marušić, Ante (1998). „FIAMENGO, Ante”. Hrvatski biografski leksikon. Zagreb: Leksikografski zavod „Miroslav Krleža“. 4: 197.
- Premec, Vladimir (2010). „Povijest Odsjeka za filozofiju i sociologiju, hronologijski, prema izboru asistenata i nastavnika” (PDF). Dijalog : Časopis za filozofiju i društvenu teoriju. Sarajevo: Centar za filozofska istraživanja Akademije Nauka i Umjetnosti Bosne i Hercegovine. XVI (3—4): 241—246. Архивирано из оригинала (PDF) 13. 02. 2019. г. Приступљено 04. 04. 2019.
- Premec, Vladimir (2011). „Odsjek za filozofiju i sociologiju” (PDF). Dijalog : Časopis za filozofiju i društvenu teoriju. Sarajevo: Centar za filozofska istraživanja Akademije Nauka i Umjetnosti Bosne i Hercegovine. XVII (3—4): 199—207. Архивирано из оригинала (PDF) 04. 04. 2019. г. Приступљено 04. 04. 2019.
- Spomenica 60. godišnjice Filozofskog fakulteta u Sarajevu (1950–2010), Filozofski fakultet, Sarajevo 2010, 63-64.

## Spoljašnje veze
- Radovi Ante Fiamenge na Virtualnoj biblioteci Srbije (COBISS) www.vbs.rs[мртва веза]
- Ante Fiamengo u bazi naučnih časopisa Republike Hrvatske hrcak.srce.hr Архивирано на веб-сајту  (25. април 2016)
- Radovi Ante Fiamenge u biblioteci Pravnog fakulteta u Novom Sadu pf.uns.ac.rs Архивирано на веб-сајту  (31. мај 2016)